# 郭子和
郭 子和（かく しわ、生年不詳 - 664年）は、中国の隋末に割拠した群雄の一人。唐に帰順して李姓を受け、夷国公に封ぜられた。本貫は同州蒲城県。

## 生涯
隋の大業末年、左翊衛となり、罪によって楡林に流された。ときに楡林郡が飢饉におちいると、子和と十八人の決死の士が郡丞の王才を捕らえた。王才の民を虐げた罪を数えて、これを斬り、官倉を開いて窮乏している人々に振る舞った。子和は永楽王を自称し、正平と元号を建て、子和の父を太公とし、弟の郭子政を尚書令とし、郭子端・郭子升を左右僕射とした。騎兵二千を有して、南は梁師都と連係し、北は突厥に従属して、子を人質に送った。始畢可汗は子和を平楊天子に冊立したが、固辞して受けなかった。役所を設けて屋利設といった。
618年、唐に帰順して楡林郡太守に任ぜられた。まもなく霊州総管となり、金河郡公に封ぜられた。619年、郕国公に徙封された。梁師都の寧朔城を襲撃して勝利した。また突厥の動静をうかがって、ひそかに使者を立てて唐に報告していたが、その使者が突厥に捕らえられてしまった。処羅可汗は怒って、弟の郭子升を捕らえたので、621年、子和は危険を恐れて、部衆を挙げて南遷し、延州故城に入った。622年、劉黒闥に対する討伐に従って、功績により李姓を賜り、右武衛将軍に任ぜられた。627年、実封三百戸を受けた。637年、婺州刺史に任ぜられ、夷国公に改封された。656年、黔州都督に転じた。老年のため辞職を願い出て許され、金紫光禄大夫の位を加えられた。
『旧唐書』李子和伝は、子和の没年を麟徳元年（664年）と伝える。

## 伝記資料
- 『旧唐書』巻五十六 列伝第六「李子和伝」
- 『新唐書』巻九十二 列伝第十七「李子和伝」